# Dobrada
Dobrada es un municipio brasileño del estado de São Paulo. Se localiza a una latitud 21º31'00" sur y a una longitud 48º23'38" oeste, estando a una altitud de 575 metros. Su población, de acuerdo con el CENSO 2010, es de 7.941 habitantes.

## Geografía
Posee un área de 150,085 km².

### Demografía
Datos del Censo - 2010
Población Total: 7.764
- Urbana: 7.764
- Rural: 177
- Hombres: 4.116
- Mujeres: 3.825

Densidad demográfica (hab./km²): 46,68
Mortalidad infantil hasta 1 año (por mil): 15,63
Expectativa de vida (años): 71,34
Tasa de fertilidad (hijos por mujer): 2,34
Tasa de Alfabetización: 82,36%
Índice de Desarrollo Humano (IDH-M): 0,745
- IDH-M Salario: 0,672
- IDH-M Longevidad: 0,772
- IDH-M Educación: 0,790

(Fuente: IPEADATA)

### Hidrografía
- Río de los Porcos
- Río Son Lourenço

### Carreteras
- SP-326
- SP-310

## Administración
- Prefecto: Emídio Bernardo del Nascimento Júnior(2009/2012)
- Viceprefecto: Valditudes de Barros Pinto
- Presidente de la cámara: Ednei Marcel Murta (2009/2010)